# Capitel de Pataliputra
El capitel de Pataliputra es un capitel rectangular con volutas y diseños como los de la Grecia Clásica. Fue descubierto en las ruinas del palacio Pataliputra, capital del Imperio Maurya (actual Patna, noreste de la India). Está datado en el siglo III a. C. El Servicio Arqueológico de la India la describe directamente como "un capitel colosal en el estilo helenístico".

## Descubrimiento
El capitel fue descubierto en 1895 en el palacio real de Pataliputra, yacimiento de Bulandi Bagh en Patna, actual India. Fue encontrado a una profundidad de alrededor de 4 metros, y data del reinado de Ashoka o poco después, durante el siglo III a. C. El descubrimiento se informó en el libro "Informe sobre las excavaciones en Pataliputra (Patna)" en 1903. Actualmente se puede ver el capitel en exhibición en el Museo de Patna.

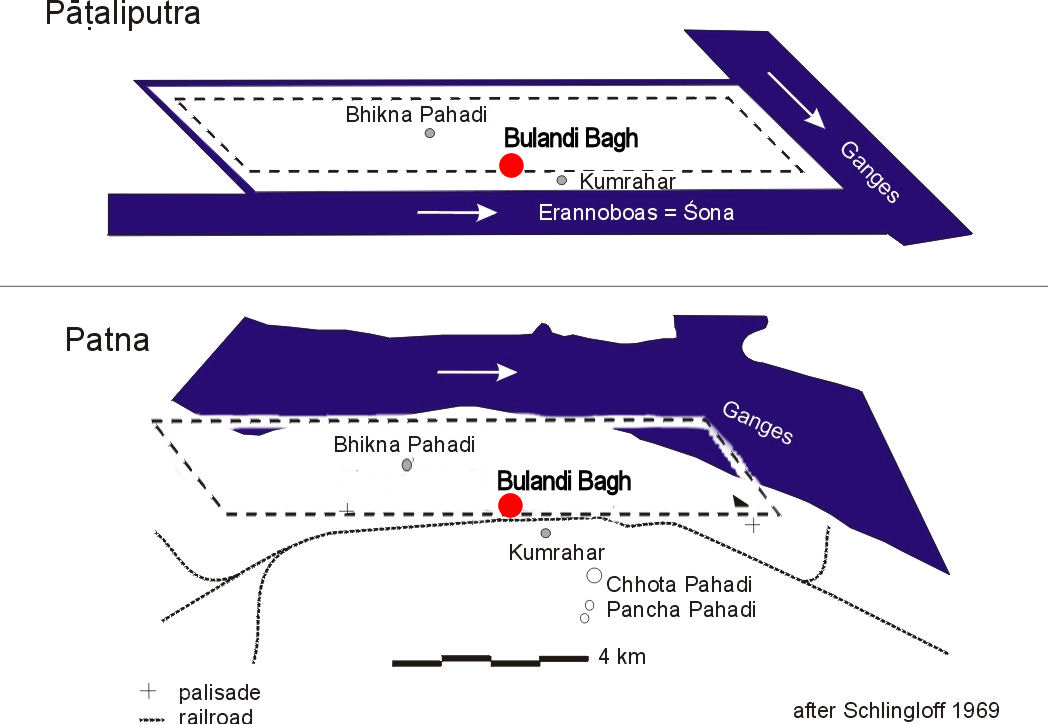
Ubicación del yacimiento de Bulandi Bagh, en la antigua ciudad de Pataliputra (actual Patna) En ese yacimiento se encontró el capitel de Pataliputra.

## Ubicación
Ubicación de la capital de Pataliputra (en rojo, sitio de Bulandi Bagh) en la antigua ciudad de Pataliputra y la actual Patna, al noroeste del sitio principal de excavación.
El sitio donde se excavó la capitel de Pataliputra está marcado en la esquina superior derecha del yacimiento conocido como Bulandi Bagh, al noroeste del sitio de excavación principal.
Según la reconstitución de la ciudad de Pataliputra, Bulandi Bagh es parte de la empalizada de la ciudad, y otros yacimientos como el de Kumhrar, 400 metros al sur de las partes de la empalizada, que estaba a orillas del río Sona (llamado Erannoboas por Megasthenes), era un recinto de placer. El capitel de Pataliputra probablemente estaba ubicada en una estructura de piedra justo dentro de la empalizada de la ciudad vieja, o posiblemente era parte de una puerta de piedra de la propia empalizada.

## Contexto histórico
El capitel data del período temprano del Imperio Maurya, durante el siglo III a. C. Esto correspondería al reinado de Chandragupta, su hijo Bindusara o su nieto Ashoka, quienes tuvieron influencia griega. Se sabe de embajadores griegos en su corte, respectivamente: Megasthenes, Deímaco y Dionisio, quienes fueron a Pataliputra con regalos y artesanos. (se informa que un embajador griego llamado Dionisio estuvo en la corte de Ashoka, enviado por Ptolomeo II Filadelfo).

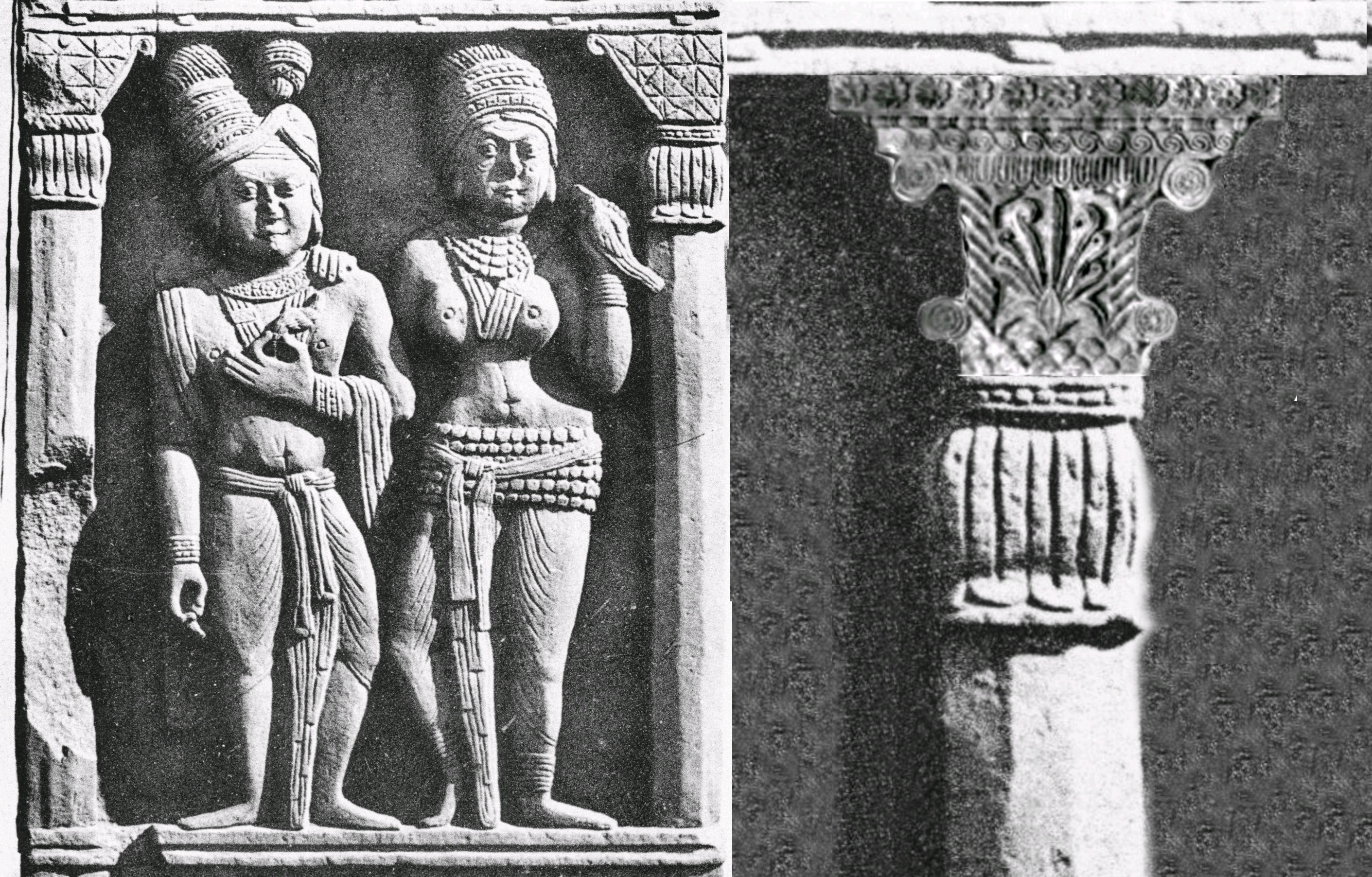
Bajorrelieve de unas columnas.Izquierda: relieve de Bharhut. Derecha: reconstrucción de la columna del capitel de Pataliputra.

Antes de la época de Ashoka, los edificios probablemente se construían con materiales no permanentes, como madera, bambú o paja. Ashoka pudo haber reconstruido su palacio en Pataliputra reemplazando el material de madera por piedra, y para esto pudo valerse de artesanos extranjeros.
Durante el reinado del emperador Aśoka en el siglo III a. C., fue una de las ciudades más grandes del mundo, con una población de entre 150.000 y 400.000 habitantes. Se estima que la ciudad tenía una superficie de 25,5 kilómetros cuadrados y una circunferencia de 33,8 kilómetros, tenía la forma de un paralelogramo y tenía 64 puertas (es decir, aproximadamente una puerta cada 500 metros).
La existencia del capitel de estilo helenístico en la capital del Imperio Maurya sugiere la presencia de estructuras de piedra de inspiración griega en la ciudad. Aunque Pataliputra se construyó originalmente de madera, varios relatos describen a Aśoka como constructor de edificios de piedra. Esto llevó a que se le atribuya a Ashoka el comienzo de la arquitectura de piedra en la India. No hay precedentes conocidos en la India.
La influencia del arte griego durante ese periodo también está atestiguada en varias de las columnas de Ashoka, los capiteles de Rampurva y en algunos edictos de piedra escritos en griego como la Inscripción bilingüe de roca de Kandahar y el Edicto griego de Kandahar.

## Descripción

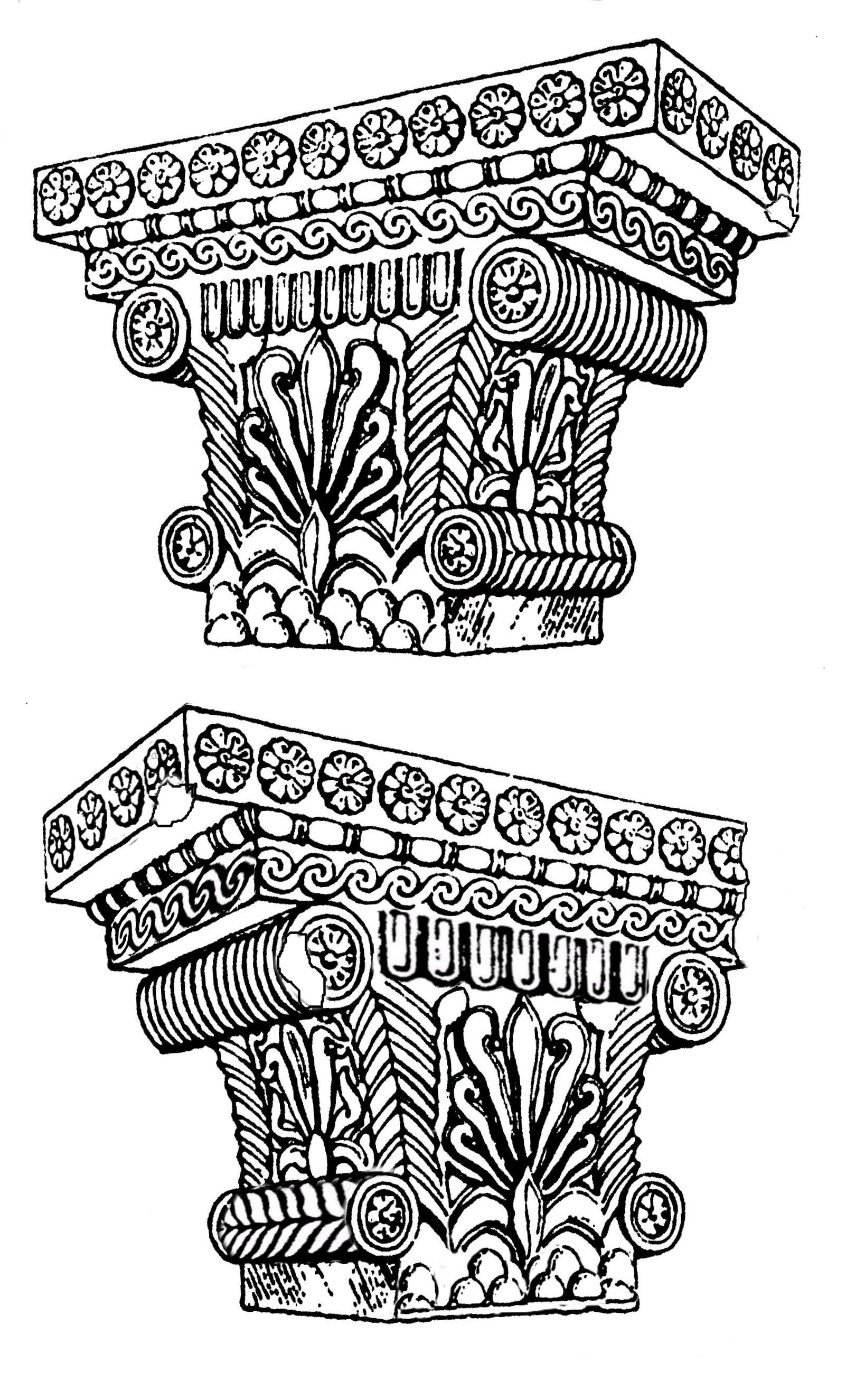
Vista frontal y posterior del capitel de Pataliputra (dibujo). La parte posterior tiene algunas partes rotas (esquina superior derecha) y un diseño un poco menos detallado y un poco más tosco.

### Constitución

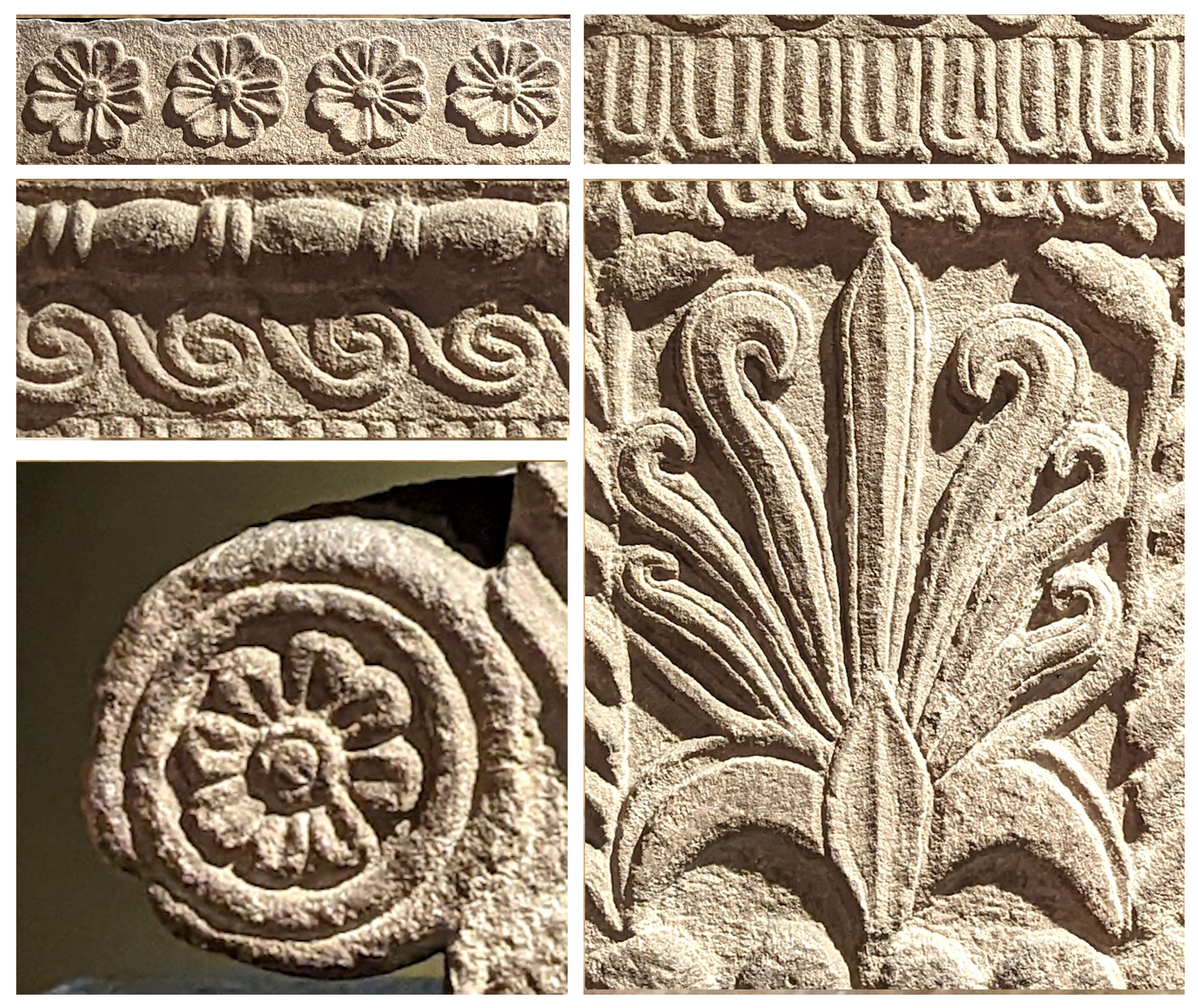
Los diseños clásicos en el capitel de Pataliputra incluyen rosetas, cuentas y carretes, ondas, molduras de cuentas, volutas con roseta insertada y palmeta flamígera estilizada.

El capitel está hecho de piedra arenisca sin pulir. Es grande, con una longitud de 1,23 metros y una altura de 0,85 metros. Pesa aproximadamente 900 kg. Durante las excavaciones se encontró junto a una gruesa muralla antigua y un pavimento de ladrillos.

### Contenido de diseño
El anverso y el reverso del capitel de Pataliputra están muy decorados, aunque el reverso tiene algunas diferencias y tiene un diseño un poco más tosco. 
De arriba hacia abajo: La primera banda está diseñada con un patrón de rosetas, once en el frente y cuatro el lateral. Inmediatamente después hay una banda con un patrón de perlas y rodeos, debajo de ella una banda de ondas, generalmente de derecha a izquierda, excepto por la parte posterior donde están de izquierda a derecha. Más abajo hay una banda con un patrón de ova y dardo, con once "ovas" en el frente y solo siete en la parte posterior. A continuación aparece el motivo principal, una palmeta flamígera, que esta encima de un diseño con guijarros.
Pese a que su diseño es parecido a los capiteles de anta griegos, este era un capitel estructural ya que ambos lados del capitel de Pataliputra son decorativos (no hay un lado en blanco que corresponda a un estribo de pared)
El capitel de Pataliputra tiene dos agujeros en la parte superior, lo que implicaría un modo de fijación con un elemento estructural en el techo.

### Función

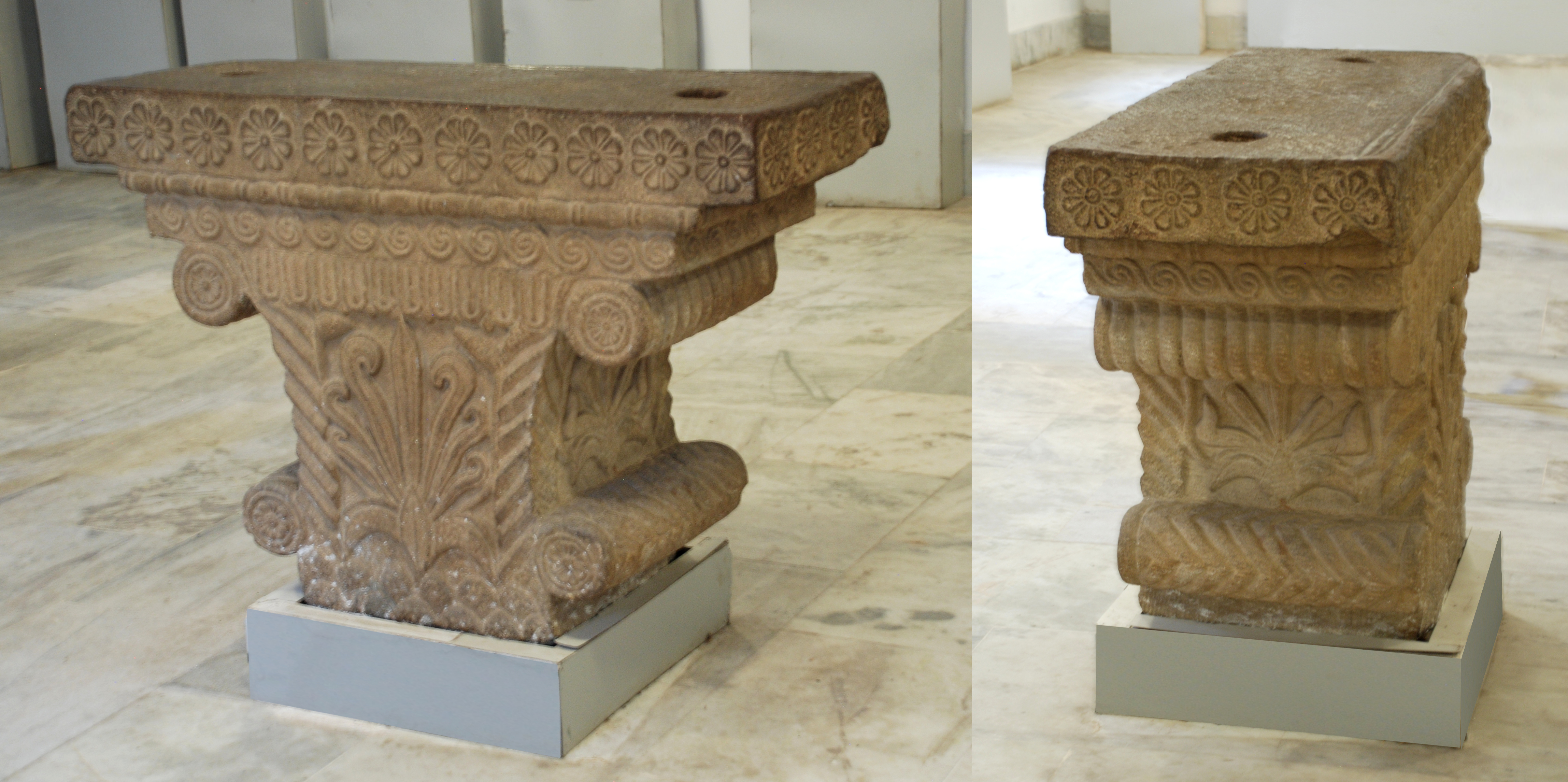
Vista frontal y lateral del capitel de Pataliputra. Museo de Bihar.

Dado que ambos lados del capitel de Pataliputra son decorativos (no hay un lado en blanco que corresponda a un estribo de pared), normalmente no es estructuralmente un capitel de anta, sino más bien un capitel de columna: el capitel de una columna de soporte independiente de forma cuadrada, rectangular. o posiblemente sección redonda.
El capitel de Pataliputra tiene dos agujeros en la parte superior, lo que implicaría un modo de fijación con un elemento estructural en el techo.
Debido a su parecido a algunos pilares de la cueva de Ajanta, se teoriza que estaba sobre una pieza intermedia de sección redonda entre el pilar y el capitel, como un capitel de bulbo en forma de loto como los que se ven en las columnas de Ashoka. Se pueden ver arreglos bastante similares, por ejemplo, en la cueva de Ajanta.
El capitel de Pataliputra es similar a los capiteles que son visibles en los relieves de Sanchi y Bharhut, que datan del siglo II a. C. Los pilares de Bharhut tienen un capitel cuya parte inferior tiene forma de campana y encima tiene forma trapezoidal entrecruzada con incisiones para lograr una ilusión decorativa (o una composición floral en ejemplos más detallados), y a menudo terminan con una voluta en cada esquina superior. Además, su fuste es cilíndrico u octogonal.
Un capitel real de Bharhut, utilizada para sostener la entrada principal de Bharhut, y actualmente en el Museo Indio de Calcuta, usa una disposición similar, aunque más compleja, con cuatro pilares unidos en uno, y leones en la parte superior, sentados alrededor de una corona central que tiene mucha similitud en diseño con el capitel de Pataliputra, ya que tiene diseño de palmeta flamígera central, roseta y motivos de perlas y rodeos.

## Estilo

### Estilo helenístico

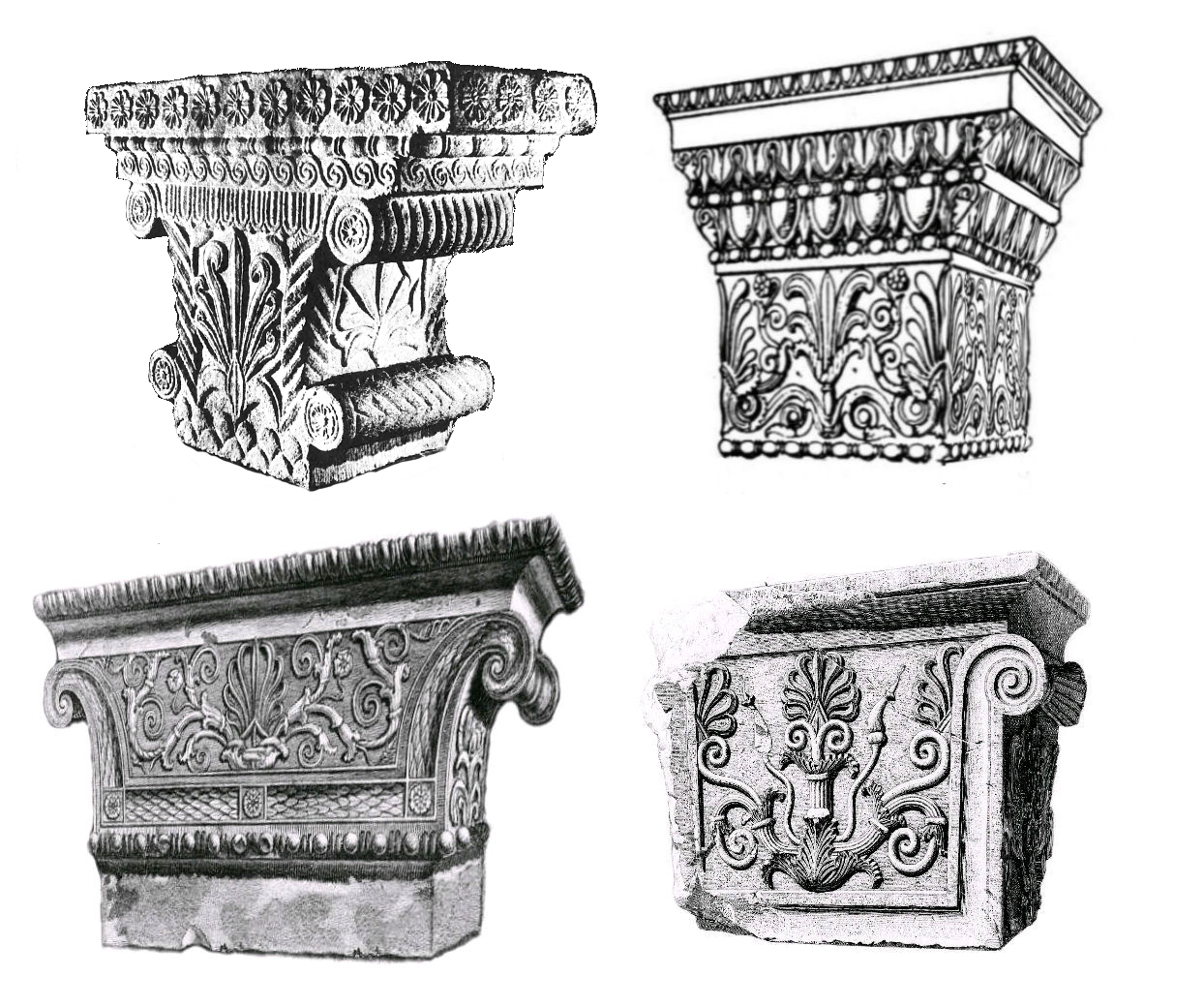
El capitel de Pataliputra (arriba a la izquierda) comparado con tres capitales anta griegos jónicos : Arriba a la derecha: Erecteion (Atenas, alrededor del 410 a. C.). Véase también en Quíos: Abajo a la izquierda: Templo de Apolo en Didyma, (Jonia, Abajo a la derecha: Priene.

El capitel se adorna con griegas clásicas diseños, tales como la fila de repetir rosetas, el óvolo, el patrón de perlas y rodeos, el ondas que se desplazan, así como el centro de palmeta flamígera y volutas con rosetones centrales. Ha sido descrito como cuasi-jónico, mostrando una influencia definida del Cercano Oriente, o simplemente griego en diseño y origen.
Se ha propuesto que existe influencia aqueménida, especialmente en relación con la forma general. Sin embargo todo esto parecen ser especulaciones a raíz de las diferencias que tiene el capitel de Pataliputra con los capiteles de las columnas jónicas, ya que el parecido de estas es más con los capiteles de antas de los templos griegos.

### Capitel de anta helenístico
El diseño del capitel de Pataliputra es como el de los capiteles de anta (un capitel en la parte superior del borde frontal de una pared), con forma griega y decoraciones griegas. La forma general del capitel plano es bien conocida entre los capiteles de anta clásicos, y los rollos o volutas laterales también son una característica común, aunque más generalmente se ubican en el extremo superior del capitel. Hay capiteles de anta griegos con diseños similares que datan del período Arcaico tardío.
A diferencia de los capiteles de anta, ambos lados del capitel de Pataliputra son decorativos (no hay un lado en blanco que corresponda a un estribo de pared) por lo que era un capitel de columna.

#### Volutas y patrones horizontales
Este tipo de capitel anta con volutas laterales se considera perteneciente al orden jónico. Generalmente se caracterizan por varias molduras en el frente, dispuestas de manera bastante plana para no sobresalir de la pared, con volutas superpuestas en lados curvos que se ensanchan hacia arriba.

#### Diseño central de "palmeta flamígera"
El motivo central del capitel de Pataliputra es la palmeta flamígera, cuya primera aparición se remonta a la acrotera floral del Partenón (447-432 a. C.), y un poco más tarde en el Templo de Atenea Nike, y que se extendió a Asia Menor en el siglo III a. C., y se puede ver a las puertas de la India en Alejandría del Oxo desde alrededor del 280 a. C., en diseños de antefija y mosaico.

## Influencia posterior

### En el arte posterior

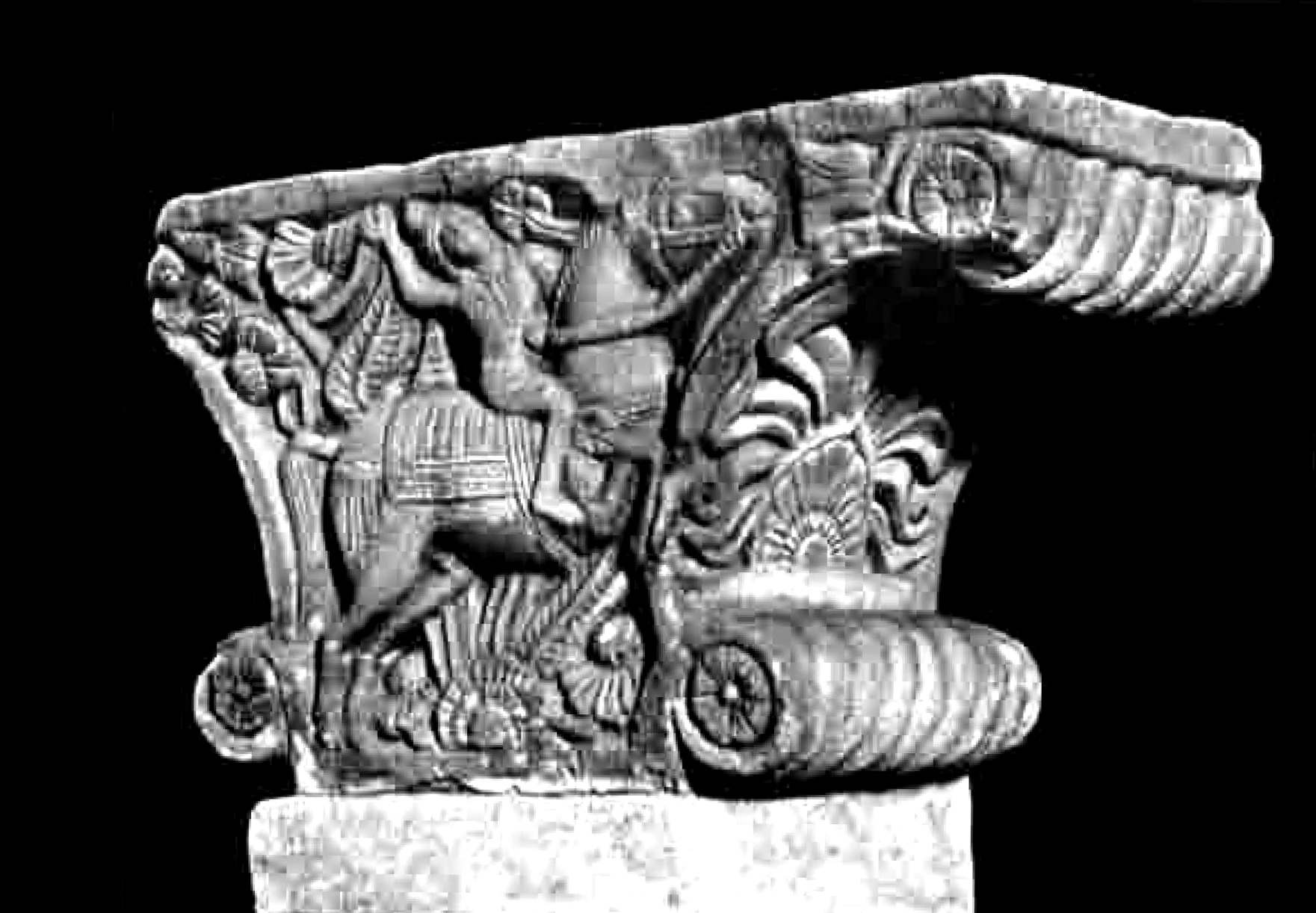
Capitel de Sarnath.

El primer ejemplo conocido en la India de capiteles de piedra es el capitel de Pataliputra (siglo III a. C.). El estilo de este capitel es bastante similar a la Grecia clásica diseños, y la capital ha sido descrito como cuasi- iónico . Probablemente este capitel haya sido uno más de una serie de estructuras de piedra que no han llegado hasta nuestros días. Sin embargo, este arte siguió evolucionando, por lo que nos similitudes en los diseños de las capiteles de varias áreas del norte de la India desde la época de Ashoka hasta la época de los Satavájanas de Sanchi.
Se ha identificado que otros capiteles de la India tienen la misma estructura de composición que la capital de Pataliputra, ejemplo de esto es el capitel de Sarnath. Ubicado en Sarnath, a 250 km de Pataliputra. Se data durante el período Maurya. este es más pequeño, con 33 cm de alto y 63 cm de ancho.
En Bharhut hay un capitel que data del siglo II a. C. durante el período del Imperio Sunga, que es una mezcla de los leones de las columnas de Ashoka y un capitel de anta central con muchos elementos helenísticos (rosetas, cuentas y carretes), así como un diseño de palmeta central similar al del capitel de Pataliputra. y así hay muchos casos de influencia jónica en algunos capiteles.
Posteriormente, el orden se hizo popular en el arte greco-budista de Gandhara, durante los primeros siglos de nuestra era. Varios diseños que involucran palmetas centrales con volutas están más cerca del capitel de la pilastra o anta corintio griego posterior. Muchos de estos ejemplos de capiteles indo-corintios se pueden encontrar en el arte de Gandhara.

## Historia posterior

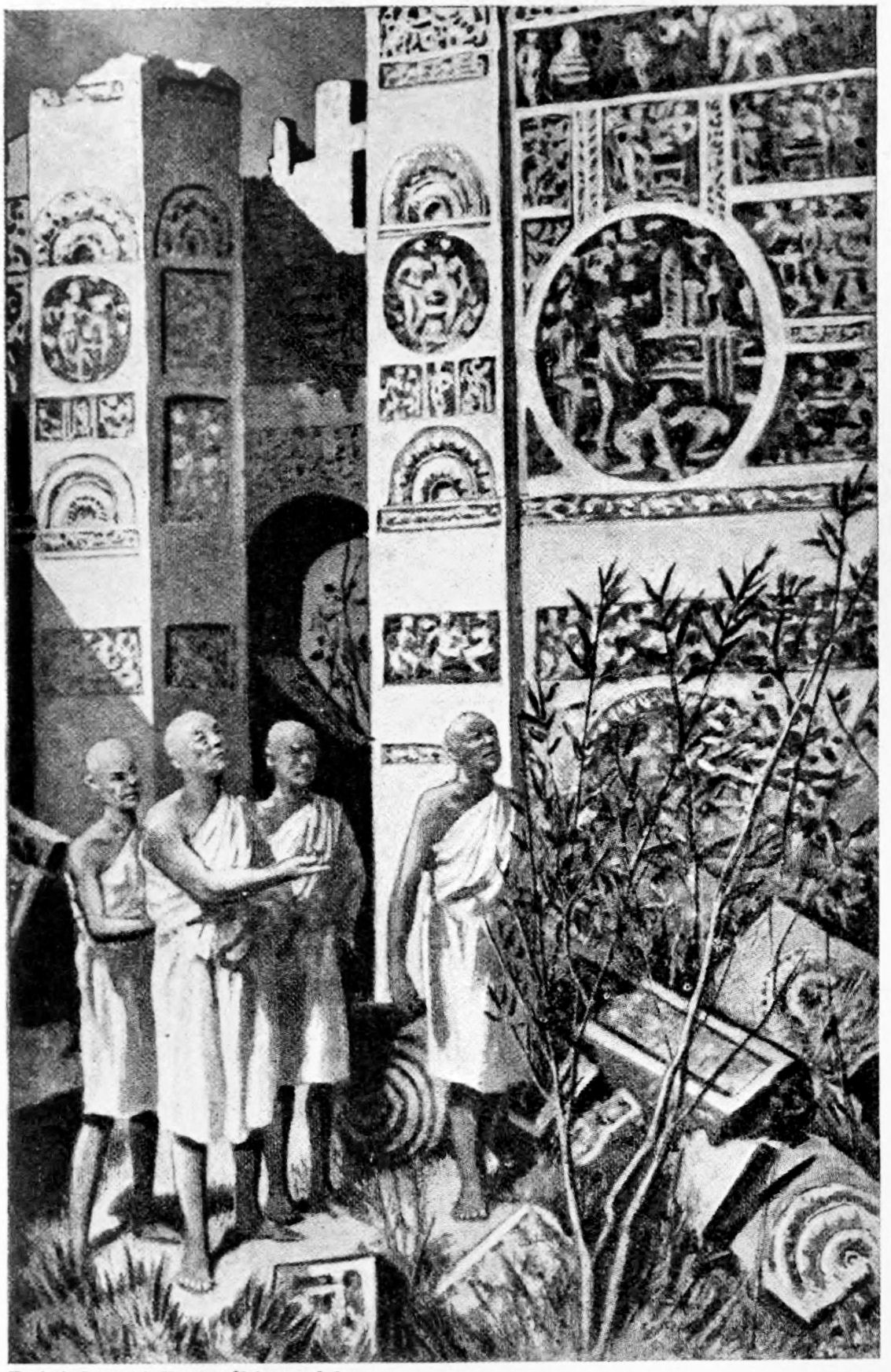
Fa-Hien en las ruinas del palacio de Ashoka en Pataliputra (impresión artística).

El reino indo-griego capturó Pataliputra alrededor del año 185 a. C., en el contexto de la caída del Imperio Maurya.
La ciudad siguió siendo la capital del Imperio Gupta (siglos III-VI) y la reino de Pala (siglos VIII-XII).

Parece que parte del complejo aún existía en tiempos del peregrino budista del siglo IV, Fa-Hien (Esplendor del Dharma) que comentó con admiración sobre los restos del palacio de Ashoka en Pataliputra:
No fue obra de hombres, sino de espíritus que amontonaron las piedras, levantaron las paredes y las puertas y ejecutaron elegantes tallas y obras esculpidas incrustadas de una manera que ninguna mano humana de este mundo podría lograr. 